# Jagdgeschwader 301
Jagdgeschwader 301 (dobesedno slovensko: Lovski polk 301; kratica JG 301) je bil lovski letalski polk (Geschwader) v sestavi nemške Luftwaffe med drugo svetovno vojno.

## Organizacija
- štab
- I. skupina
- II. skupina
- III. skupina
- IV. skupina

## Vodstvo polka
Poveljniki polka (Geschwaderkommodore)
- Podpolkovnik Helmut Weinreich: oktober 1943 - 19. november 1943
- Major Manfred Mössinger: 19. november 1943 - september 1944
- Podpolkovnik Fritz Aufhammer: september 1944 - maj 1945